# Václav Brožík

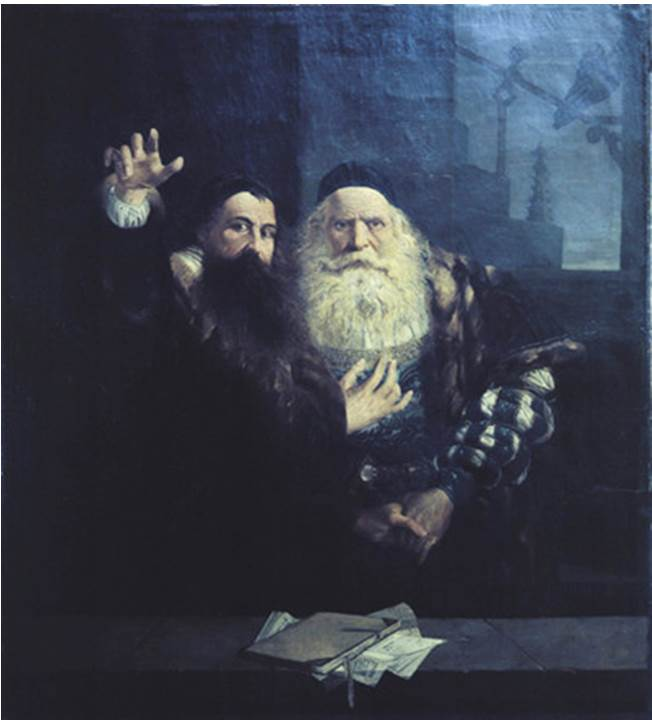
Comenius luându-și rămas bun de la Karol cel Bătrân de Zierotin (1873)

Václav Brožík (6 martie 1851, Třemošná - 15 aprilie 1901, Paris) a fost un pictor ceh care a lucrat în stilul academist.

## Viața
Provenea dintr-o familie săracă și a învățat tehnica litografiei și a pictării porțelanului ca ucenic al unui meșter. Începând din 1868, cu asistență financiară a unui moșier local, a putut să urmeze cursurile de la Academia de Artă din Praga. El a făcut o excursie în Olanda, unde a studiat cu Maeștrii Vechi, apoi s-a stabilit la Paris (în ciuda  faptului că nu era capabil să vorbească limba franceză), unde o scrisoare de recomandare i-a asigurat sprijinul lui Jaroslav Čermák. În 1879 s-a căsătorit cu Hermina Sedelmeyer, fiica bogatului negustor de artă parizian Charles Sedelmeyer. În cea mai mare parte din viața lui și-a împărțit timpul între Paris și Praga, unde a devenit profesor la Academia de Artă în 1893.
El a fost numit membru al Institut de France, parțial prin influența socrului său, care, de asemenea, i-a sugerat să realizeze un tablou pe tema „Tu Felix Austria Nube” (de la un vechi proverb: „Lasă-i pe alții să poarte război: tu, fericită Austrie, căsătorește-te”). Rezultatul l-a mulțumit pe împăratul Franz Joseph I, care era implicat într-un mariaj nefericit. Ca urmare, Brožík a fost înnobilat.
De asemenea, el a devenit membru al Académie des Beaux-Arts, a primit Marea Cruce a Legiunii de Onoare și a fost numit în Academia Cehă de Științe și Arte. În 1893, una dintre picturile sale a fost reprodusă în Statele Unite ale Americii pe un timbru poștal.
Starea lui de sănătate a început să se deterioreze în 1894, dar s-a ocupat de pictură cu mai multă sârguință. A murit brusc în urma unei insuficiențe cardiace în 1901 și a fost îngropat în Montmartre. Aprecierea operei sale a suferit un grav declin după moartea sa, deoarece era considerată de modă veche, dar o retrospectivă majoră în 2003 a produs un interes reînnoit.